# 삼성전자와 애플의 소송 및 분쟁

삼성전자의 로고

애플의 로고

삼성전자와 애플 소송 및 분쟁은 삼성전자와 애플이 여러 나라에서 이뤄진 소송과 분쟁을 말한다.

## 나라별 소송 진행

### 네덜란드
2011년 6월 24일에 애플은 삼성전자가 자사의 특허를 다해했다며 삼성전자를 상대로 소송을 제기했다. 2011년 8월 20일에 애플이 소장에 삼성 갤럭시 S의 크기와 비율을 조작하여 실물과 다르게 제출한 것이 확인되었고, 미국의 정보기술 매체인 웹베렐트가 이에 대해 애플 측에 해명을 요구했으나 거절했다............

### 대한민국
2011년 4월 21일에 삼성전자가 애플을 상대로 대한민국 서울중앙지방법원에 특허 침해 금지 및 손해 배상 청구 소송 5건을 제기했다. 삼성전자는 소장에서 고속 패킷 전송 방식 통신표준 기술, 광대역 부호 다중 분할 접속 기술, 테더링 관련 기술 등의 특허를 침해한 아이폰 3GS, 아이폰 4, 아이패드 등의 수입, 양도, 전시를 금지하고 제품을 폐기하라고 주장했다. 애플은 2011년 6월 24일에 삼성전자가 삼성 갤럭시 S, 삼성 갤럭시 S II, 삼성 갤럭시 탭 등의 제품에 자사의 디자인권과 기술 특허를 침해했다며 삼성전자를 상대로 대한민국 서울중앙지방법원에 특허권 침해 금지 및 손해 배상 청구 소송을 제기했다.
2011년 7월 1일에 대한민국 서울중앙지방법원에서 첫 공판이 열렸다. 이 공판에서 삼성전자는 애플의 공식 웹사이트와 아이패드의 제품 상자에 안내된 제품 사양을 증거로 제출하며 3세대 이동통신 규격인 고속 상향 패킷 접속을 사용했기 때문에 삼성전자의 특허를 침해할 수 밖에 없다고 주장했다. 이에 대해 애플은 삼성전자가 2003년에 채택한 기술 표준이 현재까지도 유효한지 살펴봐야 하며 기술 표준 전체가 삼성전자의 특허라고 주장할 수는 없다고 반박했다. 다른 회사들이 기술 표준으로 채택된 삼성전자의 특허를 사용할 수 있도록 공유하는데 삼성전자가 동의했기 때문에 손해배상 요구가 성립하지 않는다는 애플의 주장에 대해서는 삼성전자는 실시권을 요청 조차 하지 않았기 때문에 손해배상 요구가 성립한다고 반박했다. 삼성전자는 고속 상향 패킷 접속과 관련된 특허 침해가 이뤄지지 않았다는 증명을 애플 측에 요구했지만, 이에 대해 애플은 삼성전자에 입증 책임이 있다고 반박했다. 삼성전자 측 변호인은 소장 150쪽과 준비서면 83쪽을 보냈지만 애플은 답변서 8쪽을 보낸 것이 전부이고, 서류를 늦게 제출하는 등의 무성의한 태도로 재판이 지연되고 있다며 애플의 행동에 대해 비판했고, 애플은 삼성전자가 보낸 준비서면에는 구체적인 주장이 없다고 반박했다.

### 독일
2011년 4월 21일에 애플이 삼성전자를 상대로 독일 만하임 법원에 3건의 특허 침해 소송을 제기했다. 2011년 8월 9일에 독일 뒤셀도르프 지방 법원은 삼성전자의 삼성 갤럭시 탭 10.1의 판매와 마케팅 활동을 중지시켜달라는 애플의 가처분 신청을 받아들여 유럽 지역의 판매와 마케팅 활동의 중지를 명령했다. 이에 대해 삼성전자는 애플이 제기한 가처분 신청에서 삼성 갤럭시 탭 10.1의 크기와 비율을 조작하여 제품의 실체와 다른 자료가 법원에 제출되었다며 이의를 제기했고 법원 측은 이의신청을 받아들여 독일을 제외한 유럽 지역 판매와 마케팅을 허용했다. 2011년 8월 25일에 열린 심리에서 삼성 갤럭시 탭 10.1의 독일 지역 판매 금지 가처분 판결의 효력을 유지하고 소송 판결을 2011년 9월 9일로 연기하였다.

### 미국
2011년 4월 15일에 애플이 삼성전자를 상대로 자사의 특허 16건이 침해됐다며 미국 캘리포니아주 북부지방법원에 소장을 제출했다. 삼성전자도 2011년 4월 27일에 애플을 상대로 자사의 특허 10건이 침해됐다며 캘리포니아주 북부지방법원에 소장을 제출했다. 법원은 삼성전자의 출시하지 않은 제품들의 특허 침해 여부를 확인해야 한다는 애플의 주장을 받아들여 2011년 5월 24일에 삼성전자에게 삼성 갤럭시 S II, 인퓨즈 4G, 드로이드 차지, 삼성 갤럭시 탭 8.9, 삼성 갤럭시 탭 10.1 등 출시하지 않은 미공개된 5개 제품을 30일 안에 애플의 법정대리인에게 제출하라고 명령했다. 이에 삼성전자도 차세대 아이폰과 차세대 아이패드에 대해서도 증거 제출을 요청했지만, 법원은 2011년 6월 22일에 삼성전자의 요구를 기각했다.
이 소송은 소송 자료만 3840만 쪽 달하고 기술적으로 매우 복잡한 전문적인 내용을 다루고 있어 상당한 시간이 소요될 것으로 예상됐다.

#### 배심원 평결
2012년 8월 24일에는 배심원 평결이 있었다. 이날 배심원들은 삼성이 애플의 디자인 특허와 실용 특허, 그리고 애플의 트레이드 드레스를 고의적으로 침해했다고 평결했다. 그리고 배심원들은 삼성이 애플에게 10억 4900만 달러를 배상하라고 판결하였으며 애플은 삼성에게 배상할 필요가 없다고 평결했다. 디자인 특허 504889 (아이패드의 디자인에 관한 특허)는 배심원들이 삼성이 침해하지 않았다고 평결한 몇안되는 특허중의 하나였다.  
애플의 변호사들은 이미 모든 삼성제품에 대한 판매금지를 신청해 놓은 상태이다.

### 일본
2011년 4월 21일에 삼성전자가 애플을 상대로 일본 도쿄 지방 법원에 특허 침해 소송 2건을 제기했다. 2011년 6월 24일에 애플은 삼성전자가 자사의 특허를 침해했다며 삼성전자를 상대로 소송을 제기했다.

## 평가
삼성 애플특허분쟁과 특허시스템에 대한 시사점이란 세미나에서 국가마다 상이한 판결이 나온 이유로 독일 변리사는 유럽법원의 특성에서 원인으로 찾으며 "전통적으로 유럽은 특허권 주장에 대해 매우 엄격한 기준을 적용한다"며 "웬만한 특허를 내세워 가처분 소송을 걸거나 손해배상을 요구하는 것은 받아들여지지 않는 분위기"라고 말했다. 유럽에서는 삼성의 승전보가 지속될 것이란 전망을 내놓았다. 그는 "독일 네덜란드 등 유럽에서 특허 유효성을 인정받으려면 높은 가치가 요구된다"며 "(애플의) 그런 약한 특허 가지고는 유럽에선 패할 수밖에 없다"라고 강조했다.
일본 이와하라 변호사는 다소 유보적인 견해를 밝혔다. 이와하라 변호사는 "최근 삼성과 애플 사건과 관련해 지재권 고등재판관 몇 분과 장시간 토론을 했는데 결론이 나오지 않을 만큼 불투명한 상태"라고 전했다.
미국인 홀리 교수는 미국에서의 판결이 이제 시작일 뿐이라는 점을 강조하며 그는 "배심원 평결 등이 애플에 유리하게 나왔다고 하지만 최종판정이 나오려면 최소 1~2년은 지나야 할 것"이라며 "아직도 변수가 많다"고 말했다. "배심원 평결 양식은 20여장에 불과해 너무나 구체성이 떨어지는 양식이여서 항소법원이 법적으로 판단하기에는 굉장히 빈약하다"라고 설명했다. 미국 특허청이 애플의'바운스 백'특허를 무효화했다는 발표에 대해서도 "미국에서는 자주 일어나는 일이고 애플이 항소하면 또 다른 결론이 나올 수 있다"며 "큰 의미를 부여할 필요는 없다"고 말했다. 다만 미국에서 삼성전자의 완패는 '디스커버리'(증거수집제도)나 배심원 제도 등 미국의 법원의 특성을 제대로 이해하지 못한 대응 때문이라고 지적했다. 특허법이 속지주의를 따르는 만큼 불가피한 측면이 있다는 분석도 나왔다.
김병일 한양대 법학전문대학원 교수는"국가마다 관심사나 문화가 달라 특허법에는 속지주의 원칙이 적용되고 있기 때문에 특허분쟁에 대한 판결이 다를 수 있다"고 말했다. 이번 특허소송처럼 같은 사안에 대해 여러 국가에서 동시다발적인 판결이 쏟아지는 사례가 드물어 차이가 더욱 부각되고 있다는 것이다.
전문가들은 이번 특허소송이 결국 '성장통'이라는 데에 의견을 같이 했다. 하인츠 고다 교수는 "자동차 항공기 등 중요한 발명이 등장할 때마다 특허 분쟁이 뒤따랐고, 이번 분쟁도 신상품의 정의를 둘러싼 영역싸움에 해당된다"며 "소송은 협력의 시작이며 갈등 속에서 해법을 찾아갈 것"이라고 말했다.

## 나라별 행정적 절차 진행

### 미국
삼성전자는 2011년 6월 29일에 애플이 통신 특허를 포함한 5건의 특허를 침해했다며 미국 국제 무역 위원회에 아이폰 3G, 아이폰 3GS, 아이폰 4, 아이팟 터치, 아이패드, 아이패드 2 등 6개 제품에 대한 미국 수입 금지를 요청했다.

## 참고 문헌
- 국제 IP 분쟁동향 보고서, 특허청 2012.

## 같이 보기
- 삼성전자
- 애플
- 애플 소송